# La Prohibida
Luís Herrero i Cortés, més conegut pels seus noms artístics de La Prohibida, Amapola López i anteriorment La Perdida (Chiclana de la Frontera, 21 de juny 1971), és una drag-queen i cantant de música pop i electrònica espanyola.
De mare valenciana i pare basc, als setze anys, abandona la casa dels seus pares i treballa i estudia en diverses ciutats com Barcelona, Londres, Rio de Janeiro o Roma. S'inicia com a cantant el 1996 de la mà del seu ex, l'artista Luis Miguélez.

## Filmografia
- "Manuela, El Cinto" (curtmetratge de R. Robles Rafatal, 2001).
- "Carne de Gorila" (curtmetratge de Pedro Riutort, 2007).
- "Nu2" (curtmetratge de Pedro Riutort, 2009).

## Discografia
- 2001:Alto Standing
- 2005:Flash
- 2009:Sr. Kubrick, ¿qué haría usted?